# Toneelschool Arnhem
De ArtEZ Toneelschool Arnhem tot 2012 Toneelschool Arnhem is een toneelschool in Arnhem. In 2012 werd het opleidingsinstituut geïntegreerd in de ArtEZ Hogeschool voor de Kunsten en is sindsdien geen opzichzelfstaande school meer. De naam toneelschool heeft de opleiding echter wel behouden.

## Geschiedenis
De Arnhemse toneelschool werd in 1956 opgericht. De school is in de loop der jaren gevestigd geweest op verschillende locaties in de stad. In 2012 werd de school onderdeel van ArtEZ Hogeschool voor de Kunsten en deed het zijn intrek in de nieuwbouwcomplex in het centrum van Arnhem.

## Opleiding
De vierjarige hbo-opleiding leidt studenten op tot acteur. De Toneelschool Arnhem heeft plek voor tien nieuwe studenten per jaar. Een toelatingsexamen bepaalt de toelating door middel van een drietal auditierondes.
In het eerste jaar worden er voornamelijk in groepsverband praktijklessen gegeven als elementair spel, schermen, contactimprovisatie, fysieke improvisatie, stemtechniek en samenzang. Het tweede jaar bestaat ook uit veel praktijklessen, maar minder vaak klassikaal. Acteren voor de camera is dan een belangrijk onderdeel. Het derde jaar worden aangeleerde vaardigheden toegepast in projecten. Het laatste jaar bestaat voornamelijk uit stage bij professionele theatergezelschappen.

## Bekende alumni
- Evrim Akyigit
- Kharim Amier
- Annelies Appelhof
- Dragan Bakema
- Anneke Blok
- Peter Bolhuis
- Titus Boonstra
- Hajo Bruins
- Kitty Courbois
- Hans Dagelet
- Joy Delima
- Jacob Derwig
- Eva Duijvestein
- Nanette Edens
- Khaldoun Alexander Elmecky
- Ria Eimers
- Bert Geurkink
- Matteo van der Grijn
- Sabri Saad El Hamus
- Marieke Heebink
- Hein van der Heijden
- Joop Keesmaat
- Michiel Kerbosch
- Trudi Klever
- Paul R. Kooij
- Maria Kraakman
- Trudy Labij
- Marjolein Ley
- Lot Lohr
- Gees Linnebank
- Jacques Luijer
- Bea Meulman
- Michiel Nooter
- Sylvia Poorta
- Annemarie Prins
- Nienke de la Rive Box
- Stefan Rokebrand
- Huib Rooymans
- Arie Rustenburg
- Harry van Rijthoven
- Peter Sonneveld
- Jaap Spijkers
- Jeroen Spitzenberger
- Johanna ter Steege
- Marie Louise Stheins
- Joeri Vos
- Romana Vrede
- Stefan de Walle
- Koen Wouterse
- Loes Wouterson
- René van Zinnicq Bergmann

## Trivia
- In 2016-2017 is de opleiding in Arnhem uitgeroepen tot beste van Nederland.
- Actrice Kitty Courbois gaf tot vlak voor haar dood in 2017 les op haar oude school.